# Worldwide (Big Time Rush)
Worldwide è un singolo della boyband statunitense Big Time Rush, pubblicato il 23 luglio 2011 come terzo estratto dal primo album in studio B.T.R..

## Descrizione
Worldwide è stata scritta da Eddie Serrano, Emily Phillips e Chris Rojas, mentre la produzione è stata curata anche da Rojas. La canzone ha una velocità di 160 BPM ed è in Mi maggiore.
Nel 2020, la band si è riunita virtualmente e ha pubblicato una versione acustica della canzone per i fan per celebrare il decimo anniversario della canzone.

## Tracce
Testi di Eddie Serrano, Chris Rojas, Emily Phillipps, musiche di Chris Rojas.
1. Worldwide – 3:44